# Osiedle Staszica (Gorzów Wielkopolski)
Osiedle Staszica – osiedle w Gorzowie Wielkopolskim, położone w północno-zachodniej części miasta graniczące z dzielnicami Śródmieście (od południowego wschodu) i Piaski (od wschodu) oraz osiedlem Słonecznym (od południa) i osiedlem Małyszyn (od zachodu). Główne ulice osiedla:
- Matejki
- Marcinkowskiego
- Myśliborska
- Słowiańska (część Trasy Średnicowej, funkcjonująca jako "obwodnica" osiedla)

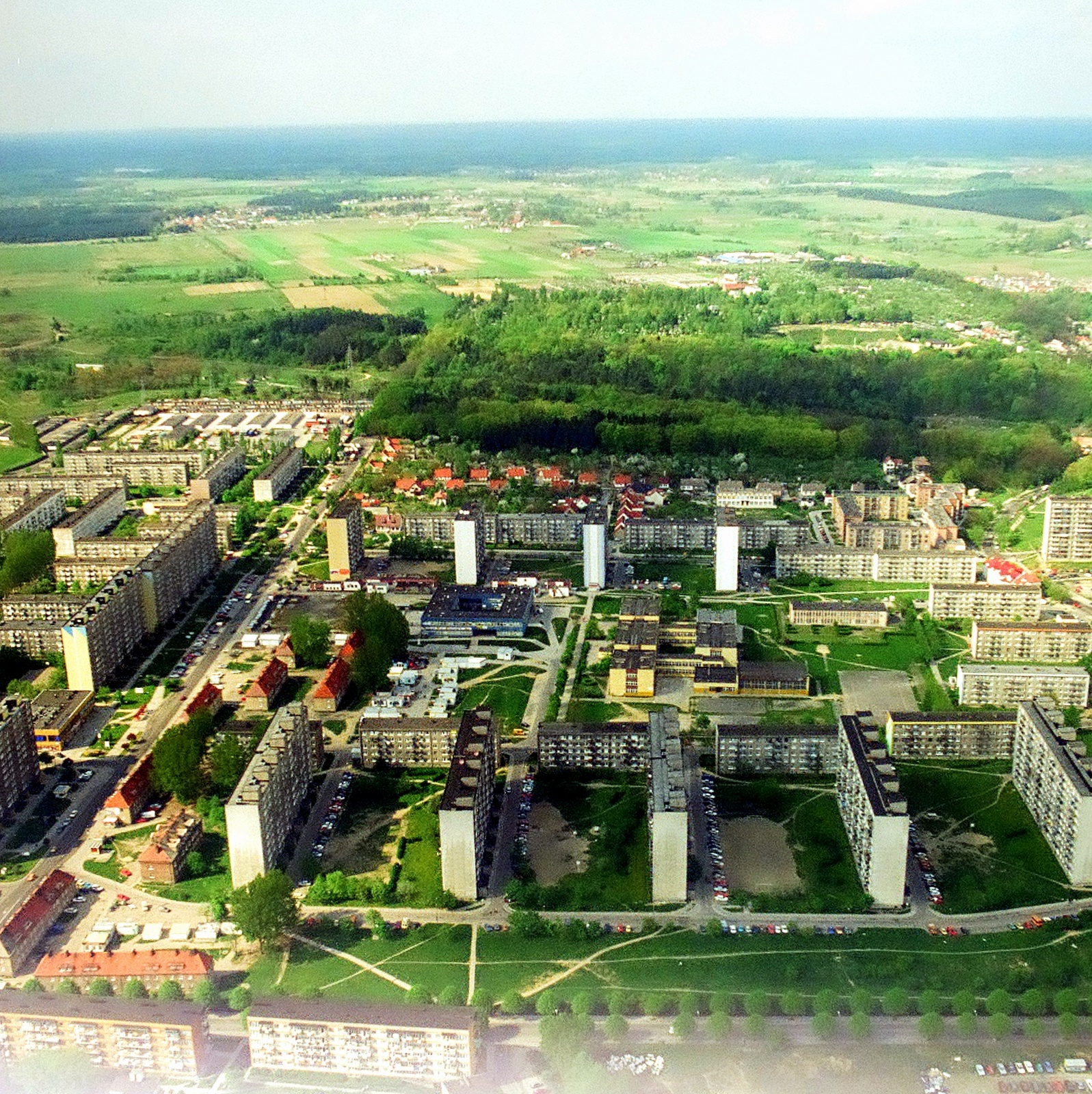
Widok z lotu ptaka - 2002 r.

- Fredry
- Al. Konstytucji 3-go Maja
- Staszica

## Zieleń
Na terenie osiedla położony jest Park Słowiański o powierzchni ok. 37 ha. Ponadto przy większych skupiskach bloków znajdują się mniejsze tereny zielone.

## Handel
Osiedle niemal od początku swego istnienia posiadało dobrze rozwiniętą bazę handlową. Dzięki temu mieszkańcy mogli na bieżąco i bez szczególnego wysiłku zaspokajać podstawowe potrzeby. Oryginalny układ ośrodków handlu (z lat 70. i 80., a zatem z czasu budowy osiedla) obejmował dwukondygnacyjne pawilony. W tym zakresie wskazać należy przede wszystkim:
- "Pod Pegazem" - położony przy ul. Marcinkowskiego  składający się z zespołu sklepów (m.in. supersam, mięsny, apteka, artykuły elektryczne - ten układ nieprzerwanie do początków XXI wieku!) oraz kawiarni i restauracji (w jej miejscu jesienią 1996 r. otwarto Dom Towarowy "Pod Pegazem"),
- zespół sklepów przy ul. Chełmońskiego - na parterze znajdowały się: supersam (w tym miejscu obecnie ulokowana jest szkoła języków obcych), punkt naprawy odtwarzaczy radiowych oraz Osiedlowy Klub "U Szefa",

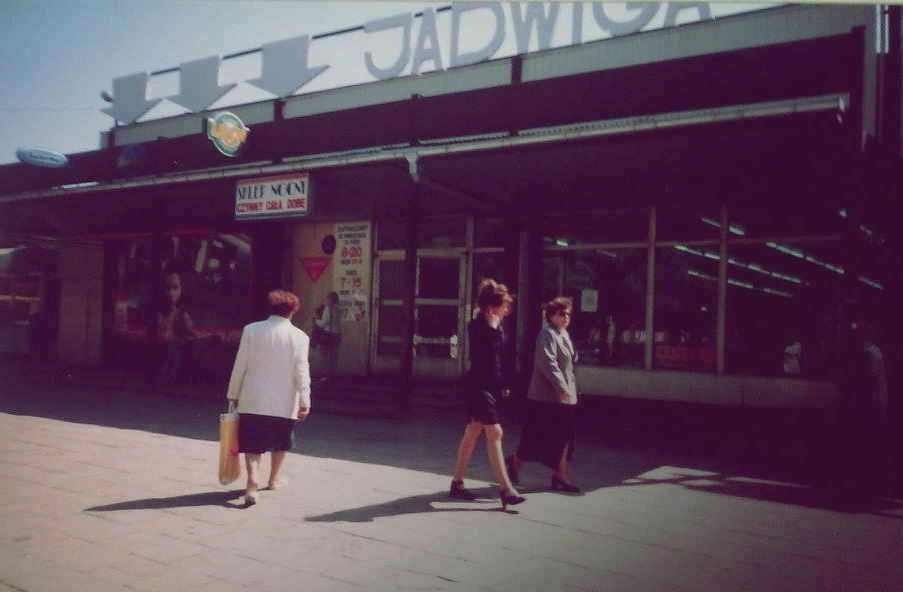
Supersam "Jadwiga" ok. 2000 roku.

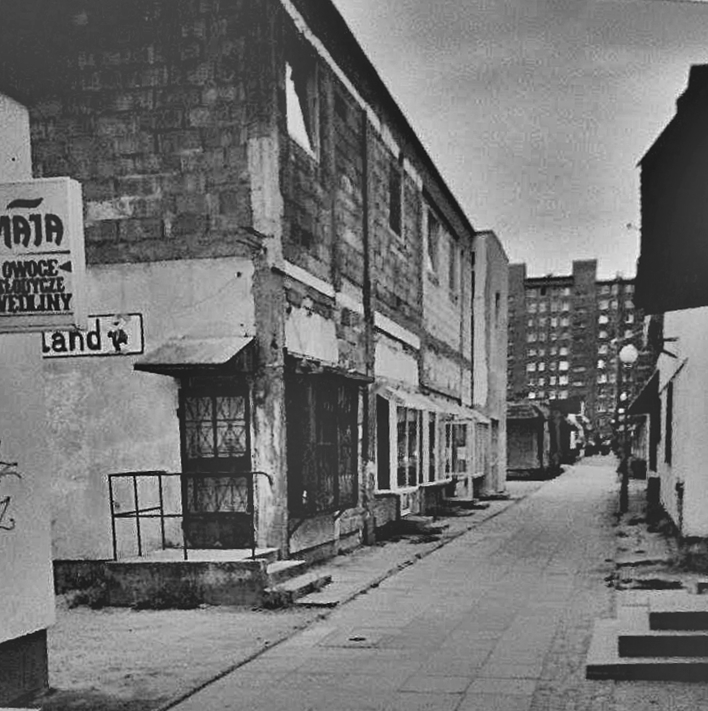
Rozbudowa Pasażu Baczyńskiego, ok. 2000 r.

- Supersam "Jadwiga" ok. 2000 roku.supersam "Jadwiga" - położony przy ul. Matejki, Rozbudowa Pasażu Baczyńskiego, ok. 2000 r. zespół wolnostojących pawilonów handlowych tzw. Pasaż Baczyńskiego - obejmował w szczególności: sklep warzywno-ogrodniczy, sklep meblowy, ciastkarnię (w miejscu dzisiejszej apteki) oraz sklep spożywczy "Maja".

Na osiedlu znajduje się kilka sklepów wielkopowierzchniowych:
- Obi - ul. Myśliborska
- Leroy Merlin - ul. Słowiańska (w miejscu dawnego sklepu Tesco)
- Agata - ul. Myśliborska (naprzeciw Obi i Leroy Merlin)
- Chiński Market - ul. Myśliborska (w miejscu dawnego sklepu Nomi)
- Deichmann - ul. Myśliborska (obok Chińskiego Marketu)
- RTV Euro AGD - ul. Myśliborska (obok Chińskiego Marketu)
- Media Markt - ul. Myśliborska
- Netto - ul. Matejki
- Biedronka - ul. Matejki (obok Netto), ul. Mościckiego, ul. Olimpijska, ul. Londyńska
- Intermarche - ul. Fredry
- Hala targowa ORBI - ul. Marcinkowskiego
- Żabka - ul. Marcinkowskiego (obok H.T. ORBI), ul. Chełmońskiego, ul. Fredry, ul. Mościckiego, ul. Matejki (górna)
- Kaufland - ul. Matejki
- Lidl - ul. Matejki (naprzeciw Biedronki)

## Edukacja
Na terenie osiedla znajduje się:
- Szkoła Podstawowa Nr 5
- Zespół Szkół Sportowych (SP 11, Sportowa SP, Gim. Sportowe, Lic. Sportowe)
- Szkoła Podstawowa Nr 15
- Zespół Szkół Specjalnych (SP 14, Gim. 14, Lic. 14)
- SP Katolickiego Stowarzyszenia Wychowawców
- Szkoła Podstawowa Nr 16
- Przedszkole Miejskie Nr 10
- Przedszkole Miejskie Nr 11
- Przedszkole Miejskie Nr 21
- Wyższa Szkoła Biznesu
- Akademia im. Jakuba z Paradyża - Instytut Techniczny (ul. Myśliborska 34)

## Komunikacja
Komunikację z innymi dzielnicami i miejscowościami zapewnia MZK Gorzów. Oto połączenia z Osiedla:
- 100: Osiedle Staszica/TPV – Borek/Siedlice - Ujęcie Wody
- 101: Słowiańska/TPV/Racław – Śląska - Pole Golfowe
- 103: Słowiańska/TPV – Strażacka/Ciecierzyce
- 104: Słowiańska/TPV/Baczyna – Ustronie
- 105: Osiedle Staszica – Cmentarz Brama II
- 110: Osiedle Staszica – Ogrody Pracownicze/Koszęcin
- 113: Osiedle Staszica/TPV – Wawrów Stadion
- 117: AWF – Chróścik
- 121: Osiedle Staszica – Chróścik
- 122: Osiedle Staszica – Janice/Czechów/Czechów - SARRIS DARM
- 123: TPV – Ustronie
- 124: Osiedle Staszica – Ustronie/Prefadom
- 126: Osiedle Staszica/TPV – Dekerta Szpital
- 129: AWF – Sosny/Stanowice
- 130: AWF – Baczyna/Racław
- 131: AWF – Stanowice
- 135: K-SSSE Małyszyńska – Dekerta Szpital
- 136: K-SSSE Małyszyńska – Śląska - Pole Golfowe
- 137: TPV – Ustronie
- 503: Piaski – Kostrzyńska MZK (linia nocna)
- 505: Piaski – Kostrzyńska MZK (linia nocna)
- 201: Słowiańska – Jezioro Nierzym (linia sezonowa)

1. Elektrociepłownia Gorzów,
2. Dom studenta PWSZ,
3. Pawilon "Hermes",
4. Osiedle Dolinki,
5. Lubuski Urząd Wojewódzki,
6. SP nr. 15,